# Papar, Malaysia
Huyện Papar là một huyện thuộc bang Sabah của Malaysia. Huyện Papar có dân số thời điểm năm 2010 ước tính khoảng 123495 người.